# Chonos
Chonos és el nom genèric que s'utilitza per designar els grups indígenes nòmades que van habitar les illes i canals entre el sud de l'arxipèlag de Chiloé i la península de Taitao a la zona austral de Xile, des de temps prehistòrics fins a finals del segle xviii o èpoques més recents.
Eren nòmades i la seva principal activitat era la caça del llop marí, la pesca, realitzada pels homes i la recol·lecció d'algues i mariscs, realitzada per les dones; també criaven animals, gossos d'acord amb els escrits dels cronistes, i amb el seu pèl teixien toscs draps. Hi ha discussió sobre l'homogeneïtat ètnica d'aquests grups i del seu parentiu amb els alacalufes o kawésqar de més al sud.
L'idioma chono, del que queden pocs registres, sembla que estava emparentat amb la llengua dels kawésqar i es creu que podria tractar-se d'un dialecte d'aquest.